# 傅春早
傅春早（1911年—1996年），中国人民解放军将领、中国人民解放军开国少将。
曾任湖北军区黄岗军分区司令员。1955年，授予中国人民解放军少将。